# Aljaž Osterc
Aljaž Osterc (* 2. März 1999) ist ein slowenischer Skispringer.

## Werdegang
Aljaž Osterc startet für SSK Velenje. Er debütierte am 13. und 14. September 2014 in Einsiedeln im Alpencup, wo er die Plätze 58 und 46 belegte. Im März 2016 startete Osterc in Planica erstmals im FIS Cup und erreichte dort die Plätze 15 und 14. Seitdem nimmt er regelmäßig an beiden Wettbewerbsserien teil und konnte bis heute zwei Wettbewerbe im Alpen Cup sowie drei Wettbewerbe im FIS Cup gewinnen.
Am 20. und 21. August 2016 debütierte Osterc in Kuopio im Continental Cup und erreichte dort die Plätze 5 und 24. Seine besten Platzierungen im Continental Cup bisher erreichte er bei den Wettbewerben in Engelberg am 27. und 28. Dezember, wo er einmal den zweiten und einmal den dritten Platz belegte.
Bei den Slowenischen Meisterschaften 2016 in Planica erreichte Osterc im Einzelwettbewerb den sechsten Platz. Am 15. Januar 2017 debütierte er im polnischen Wisła im Weltcup und verpasste die Punkteränge als 34. nur knapp. Den FIS Cup 2016/17 beendete Osterc als Dritter der Gesamtwertung.
Bei den Junioren-Weltmeisterschaften 2017 in Park City, Utah gewann Osterc im Mannschaftswettbewerb von der Normalschanze zusammen mit Žiga Jelar, Tilen Bartol und Bor Pavlovčič die Goldmedaille vor Deutschland und Österreich. Ein Jahr später belegte er bei den Junioren-Weltmeisterschaften 2018 im schweizerischen Kandersteg mit der Junioren-Mannschaft den vierten und im Einzel den 21. Platz. Obwohl er seither mit Ausnahme des Heimspringens in Kranj Ende Juli 2018 ausschließlich im FIS Cup und im Alpencup eingesetzt worden war, nominierte ihn der Verband auch für die Junioren-Weltmeisterschaften 2019 im finnischen Lahti, wo er mit seinen Teamkameraden Jan Bombek, Jernej Presečnik und Žak Mogel die Bronzemedaille im Mannschaftswettkampf der Junioren gewann. Im Mixed-Wettbewerb wurde er Fünfter und im Einzel erreichte er den 19. Platz.

## Statistik

### Continental-Cup-Platzierungen
| Saison  | Platz | Punkte |
| ------- | ----- | ------ |
| 2013/14 | 042.  | 082    |
| 2016/17 | 036.  | 307    |
| 2017/18 | 099.  | 045    |
| 2018/19 | 125.  | 012    |
| 2019/20 | 141.  | 009    |
| 2021/22 | 130.  | 015    |